# 科尔尼斯 (谢尔省)
科尔尼斯（法語：Cornusse，法語發音：[kɔʁnys]）是法国谢尔省的一个市镇，位于该省东南部，属于圣阿芒蒙龙区。

## 地理
科尔尼斯（46°57'16"N, 2°43'51"E）面积19.61 平方千米，位于法国中央-卢瓦尔河谷大区谢尔省，该省份为法国中部省份，北起卢瓦雷省，西接卢瓦-谢尔省和安德尔省，南至克勒兹省，东南接阿列省，东临涅夫勒省。
与科尔尼斯接壤的市镇（或旧市镇、城区）包括：克朗河畔邦日、沙尔利、弗拉维尼、乌鲁埃莱布尔代兰、雷蒙、奥姆里。

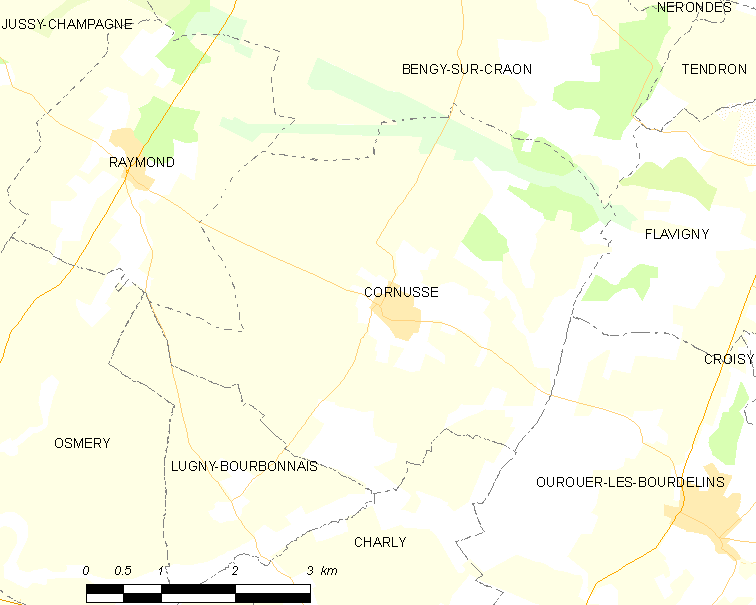
的OSM定位图

科尔尼斯的时区为UTC+01:00、UTC+02:00（夏令时）。

## 行政
科尔尼斯的邮政编码为18350，INSEE市镇编码为18072。

## 政治
科尔尼斯所属的省级选区为欧布瓦河畔拉盖尔什县。

## 人口

1962-2008年间人口变化图示

科尔尼斯于2022年1月1日时的人口数量为227人。